# マツダ・葉風

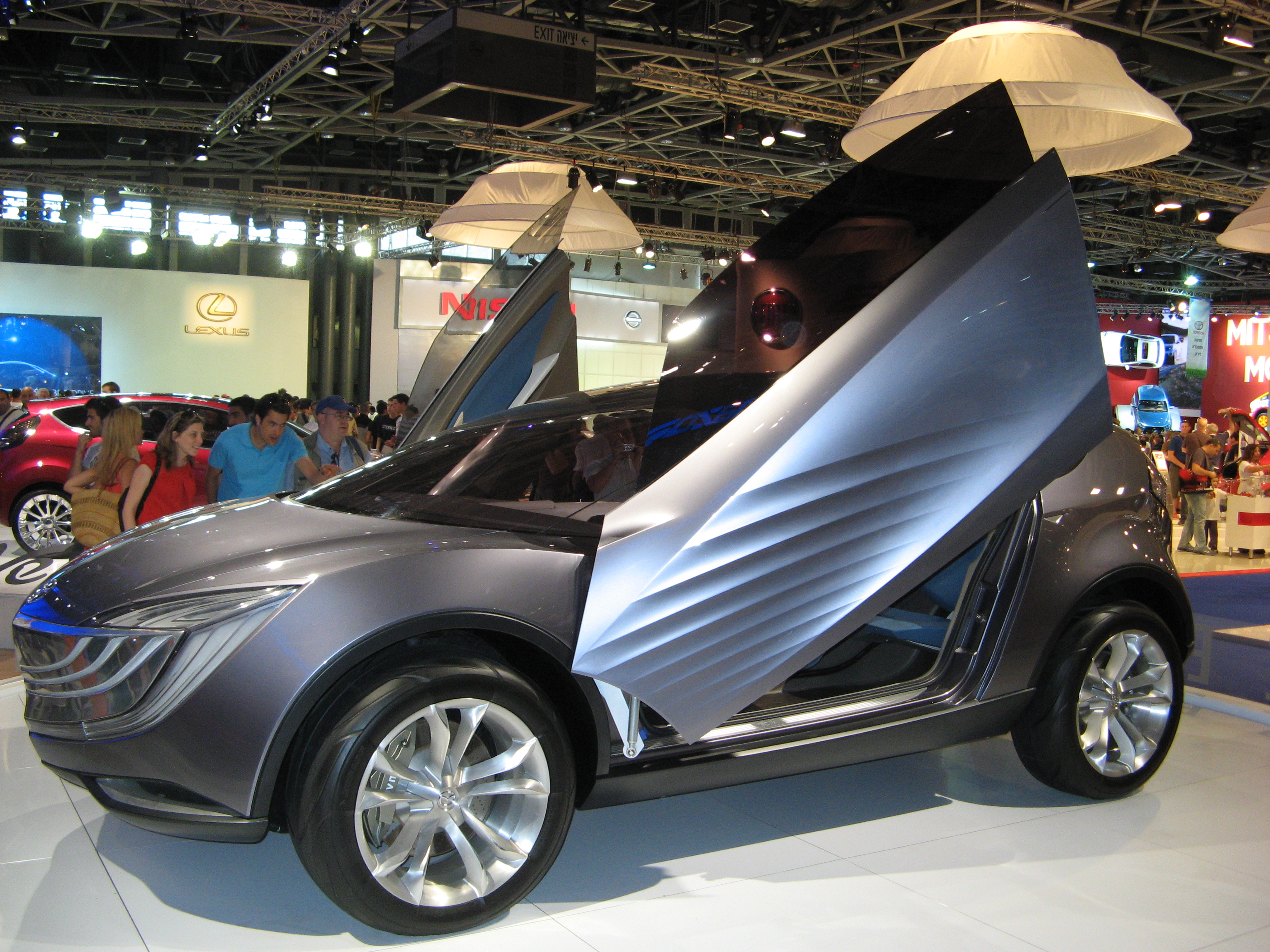
2008年の葉風

マツダ・葉風（はかぜ・HAKAZE）は、マツダが製作したコンセプトカー。2007年ジュネーブモーターショーで発表された。

## 概要
一連の「Nagareシリーズ」第3弾に当たる。前2作とは異なり、市販も視野に入れて開発された。ヨーロッパのデザインセンターでデザインされた4人乗り、クーペ形状のコンパクトSUVで、アクティブな3～40代の層がメインターゲットとなっている。車幅を除くとCセグメントサイズである。
左右ドアの前側には風紋に似た凹凸がデザインされている。後部ルーフは取り外しが可能でオープンスタイルが楽しめる構造になっている。リアシートはフロントシートの下に収納される構造になっており、広い荷室空間を実現した。ドアはAピラー根元を中心に回転するガルウイング。リアゲートはEG系シビックのような上下2分割タイプとなる。エンジンはマツダスピードアクセラなどに搭載されている2.3L DISIターボのほかディーゼルエンジンも想定されている。6速ATが組み合わせられ、4WDである。

## 参照
1. ↑  https://221616.com/car-topics/20070205-a31923/
2. ↑  https://www.webcg.net/articles/-/10948
3. ↑  https://www.itmedia.co.jp/d-style/articles/0702/05/news072.html